# Liste des quartiers de Miami

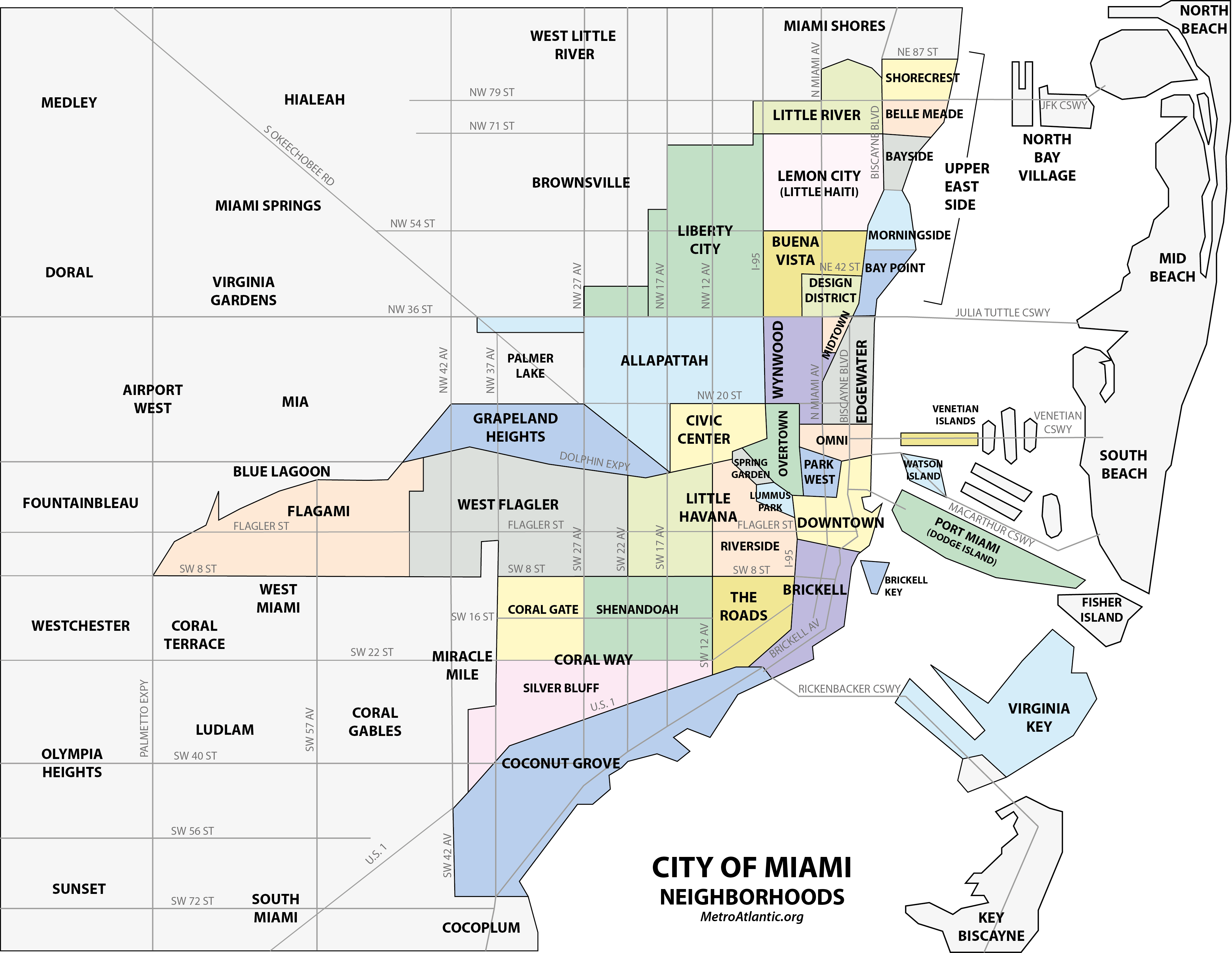
Carte des quartiers de la ville de Miami.

Cet article donne une liste des quartiers de la ville de Miami, dans l'État de Floride. Ils ont évolué, ont été scindés ou été fusionnés depuis la fondation de la ville en 1896. Cette liste en donne les principaux.

## Liste
- Allapattah
- Brickell
- Buena Vista
- Civic Center
- Coconut Grove
- Coral Way
- Downtown
- Design District
- Edgewater
- Flagami
- Grapeland Heights
- Liberty City
- Little Havana
- Little Haiti
- Lummus Park Historic District
- Midtown
- Omni
- Overtown
- Park West
- The Roads
- Upper Eastside
- Îles Vénetiennes
- Virginia Key
- West Flagler
- Wynwood